# Хлеб и шоколад
«Хлеб и шоколад» — фильм снятый в 1974 году.

## Сюжет
Нино — иммигрант из Италии, работающий в Швейцарии вдали от семьи. Он не вписывается в местное общество, менталитет которого далёк от итальянского, и которое не принимает многочисленных иммигрантов. С ним часто случаются неудачи. Несколько раз он собирается вернуться в Италию в поезде со многими другими иммигрантами-итальянцами, но самолюбие каждый раз берёт верх.
Нино работает официантом на временной должности в ресторане, где конкурирует с иммигрантом-турком за постоянное место, но потом теряет работу. Ему помогает греческая иммигрантка Елена, которая когда-то преподавала итальянский в школе. Нино устраивается на работу к итальянскому олигарху. Но на следующий день тот кончает жизнь самоубийством.
Нино перебивается до новой работы в бараках, где живут его друзья-строители. Потом он попадает на птицеферму, где итальянцы-иммигранты забивают кур и сами живут в курятнике. Нино перекрашивается в блондина и одевается как немецкоязычный швейцарец. Его принимают за своего, но национальные чувства берут верх в баре, где посетители смотрят футбольный матч с Италией.

## В ролях
- Нино Манфреди — Нино Гарофало
- Джонни Дорелли — итальянский олигарх
- Анна Карина — Елена
- Тано Чимароза — Джиджи
- Паоло Турко — Джанни
- Уго Д’Алессио — старик
- Джанфранко Барра — официант турок

## Награды
- «Серебряный медведь» на Берлинском кинофестивале 1974 года.